# Elsa Irigoyen
Elsa Lidia Irigoyen (Buenos Aires, 18 maggio 1919 – Buenos Aires, 5 febbraio 2001) è stata una schermitrice argentina.

## Biografia
Ha partecipato ai Giochi della XIV Olimpiade di Londra nel 1948 ed ai Giochi della XV Olimpiade di Helsinki nel 1952.

## Palmarès
In carriera ha conseguito i seguenti risultati:
- Giochi panamericani:

Buenos Aires 1951: oro nel fioretto individuale.
San Paolo 1963: bronzo nel fioretto a squadre.